# 2164 Lyalya
2164 Lyalya este un asteroid din centura principală, descoperit pe 11 septembrie 1972 de Nikolai Cernîh.